# Parc Nacional de les Cascades del Nord

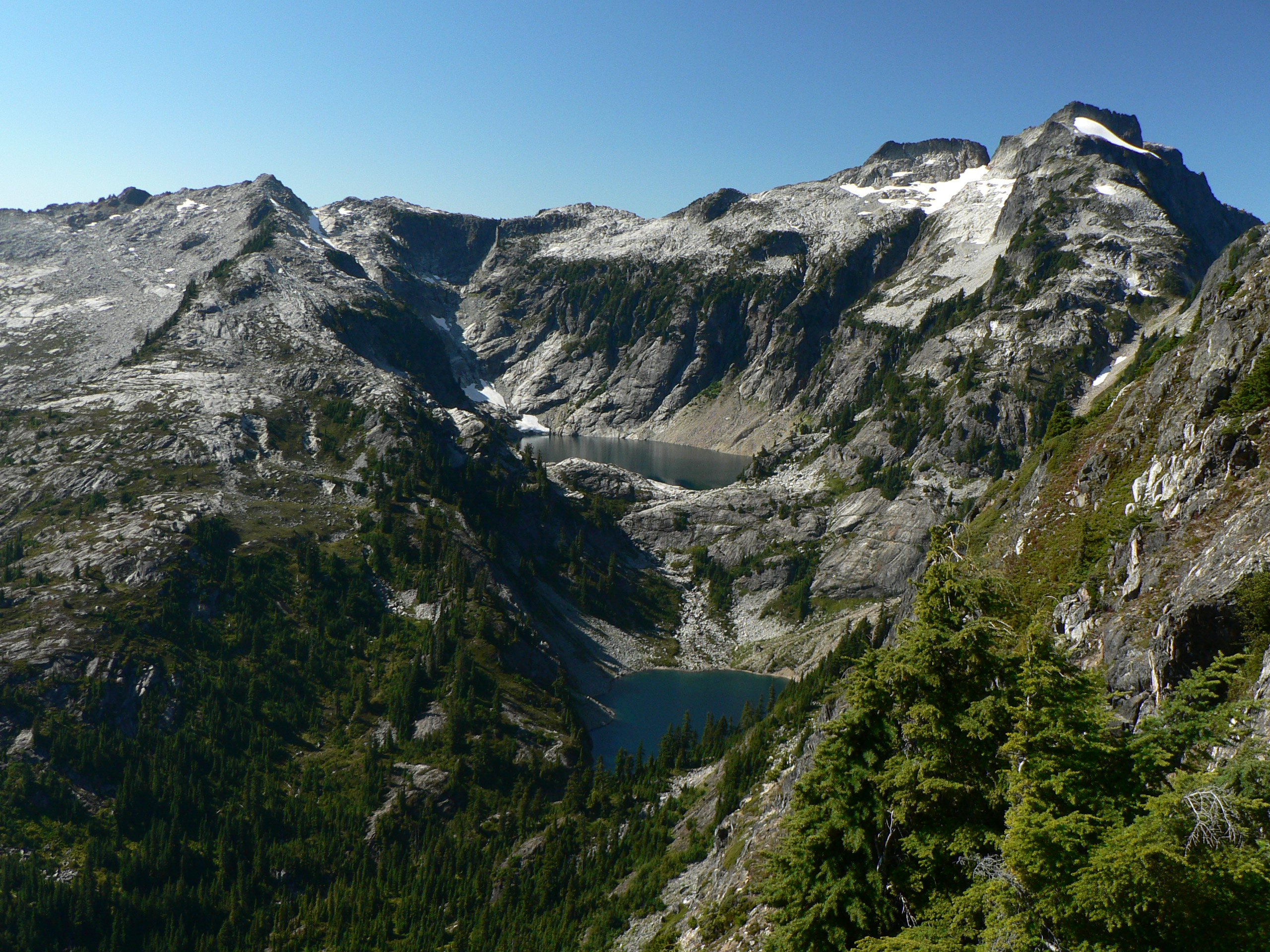
Els llacs Thornton, d'origen glacial, vora el mont Triumph.

El Parc Nacional de les Cascades del Nord (North Cascades National Park) és la unitat més gran de l'anomenat Complex de Parcs Nacionals de les Cascades del Nord (North Cascades National Park Complex), que consta de tres unitats contigües del Servei de Parcs Nacionals gestionats com una sola unitat que ocupa 2.772 km² de la serralada de les Cascades a l'estat de Washington al nord-oest dels Estats Units.

## Descripció
Les altres dues unitats del complex són l'Àrea Recreativa Nacional del Llac Roosevelt (Lake Roosevelt National Recreation Area) i l'Àrea Recreativa Nacional del Llac Chelan (Lake Chelan National Recreation Area), amb el Llac Chelan. Diversos pics dentats, valls profundes, cascades, i més de 300 glaceres adornen aquestes tres àrees protegides. El complex es troba a la frontera amb el Canadà. Immediatament al nord es troben parcs provincials i àrees silvestres adjacents a la província canadenca de Colúmbia Britànica. Aproximadament el 93 per cent de les Cascades del Nord va ser designat com "àrees salvatges" per la "Llei d'àrees salvatges de Washington" (Washington Wilderness Act) de 1988.